# Азиатска шипка
Азиатската шипка (Rosa rugosa) е вид диворастяща роза. Произхожда от Източна Азия, в североизточен Китай, Япония, Корея и Югоизточен Сибир, където расте по бреговете, често върху пясъчни дюни. Не трябва да се бърка с Rosa multiflora, независимо че и двата вида са известни под името „японска роза“.

## Етимология
Листата имат покритие като на велпапе. Името на розата rugosa идва от думата, с която се означава това покритие – „набръчкана“.

## Описание
Азиатската шипка е гъст храст на височина 1 – 1,5 m и стъбла гъсто покрити с множество ситни бодли с дължина 3 – 10 mm. листата са дълги 8 – 15 cm, перести с 5 – 9 листчета (най-често 7), всяко от които дълго 3 – 4 cm. Цветовете са ароматни, с размер 6 – 9 cm, от розови до бели на цвят. Цъфти напролет. Плодовете узряват към края на юли, когато придобиват оранжево-червен цвят и наподобяват дребни домати. Берат се няколко пъти до края на октомври.

## Отглеждане
Азиатската шипка е широко използвана като декоративно растение.

## Галерия
- Ботаническа илюстрация
- Цветни пъпки
- Цъфтяща азиатска роза
- Шипки